# Commelinaceae
Famille
Classification APG III (2009)
La famille des Commelinaceae (Commélinacées) est constituée de plantes monocotylédones ; elle comprend dans les 500 espèces réparties en une quarantaine de genres.
Ce sont des plantes herbacées, annuelles ou pérennes, largement répandues, des zones subtropicales. Elles forment souvent une strate herbacée épaisse en sous-bois. Certaines espèces sont utilisées comme plantes ornementales. C'est le cas des « misères » (genre Tradescantia).

## Étymologie
Le nom vient du genre Commelina donné en l'honneur du botaniste hollandais  Jan Commelijn (Johannes Commelinus, 1629–1692), fondateur du Jardin botanique (hortus botanicus) d'Amsterdam, et de son neveu Caspar Commelijn (Casparus Commelinus, 1667–1734), qui suivit les traces de son oncle. Linné nomma le genre pour ces deux botanistes par analogie aux deux pétales supérieurs (les plus développés) de certaines espèces de Commelina, laissant le troisième pétale (situé en position inférieure et de dimension réduite) en mémoire symbolique de Casparus Commelinus senior, frère de Jan, qui, lui, n'était pas botaniste mais libraire et éditeur de journaux à succès.

## Liste des genres
Selon NCBI (19 avr. 2010) :
- Amischotolype
- Aneilema
- Anthericopsis
- Belosynapsis
- Buforrestia
- Callisia
- Cartonema
- Cochliostema
- Coleotrype
- Commelina
- Cyanotis
- Dichorisandra
- Elasis
- Floscopa
- Geogenanthus
- Gibasis
- Murdannia
- Palisota
- Plowmanianthus
- Pollia
- Polyspatha
- Rhopalephora
- Siderasis
- Spatholirion
- Stanfieldiella
- Thyrsanthemum
- Tinantia
- Tradescantia
- Tripogandra
- Weldenia

Selon Angiosperm Phylogeny Website (17 mai 2010) :
- Aetheolirion Forman
- Amischotolype Hassk.
- Aneilema R.Br.
- Anthericopsis Engl.
- Belosynapsis Hassk.
- Buforrestia C.B.Clarke
- Callisia Loefl.
- Cartonema R.Br.
- Cochliostema Lem.
- Coleotrype C.B.Clarke
- Commelina L.
- Cyanotis D.Don
- Dichorisandra J.C.Mikan
- Dictyospermum Wight
- Elasis D.R.Hunt
- Floscopa Lour.
- Geogenanthus Ule
- Gibasis Raf.
- Gibasoides D.R.Hunt
- Matudanthus D.R.Hunt
- Murdannia Royle
- Palisota Rchb. ex Endl.
- Pollia Thunb.
- Polyspatha Benth.
- Pseudoparis H.Perrier
- Rhopalephora Hassk.
- Sauvallea W.Wright
- Siderasis Raf.
- Spatholirion Ridl.
- Stanfieldiella Brenan
- Streptolirion Edgew.
- Thyrsanthemum Pichon
- Tinantia Scheidw.
- Tradescantia L.
- Tricarpelema J.K.Morton
- Triceratella Brenan
- Tripogandra Raf.
- Weldenia Schult.f.

Selon DELTA Angio (19 avr. 2010) :
- Aetheolirion
- Amischotolpe
- Aneilema
- Anthericopsis
- Belosynapsis
- Buforrestia
- Callisia
- Cochliostema
- Coleotrype
- Commelina
- Cyanotis
- Dichorisandra
- Dictyospermum
- Elasis
- Floscopa
- Geogenanthus
- Gibasis
- Gibasoides
- Matudanthus
- Murdannia
- Palisota
- Pollia
- Polyspatha
- Porandra
- Pseudoparis
- Rhoeo
- Rhopalephora
- Sauvallea
- Siderasis
- Spatholirion
- Stanfieldiella
- Streptolirion
- Thyrsanthemum
- Tinantia
- Tradescantia
- Tricarpelema
- Tripogandra
- Weldenia

Selon ITIS (20 avr. 2010) :
- Aneilema  R. Br.
- Aploleia  Rafinesque, 1837
- Callisia  Loefl.
- Campelia
- Commelina  L.
- Cuthbertia
- Gibasis  Raf.
- Leiandra
- Murdannia  Royle
- Phaeosphaerion
- Rhoeo
- Setcreasea
- Tinantia  Scheidw.
- Tradescantia  L.
- Tripogandra  Raf.
- Zebrina

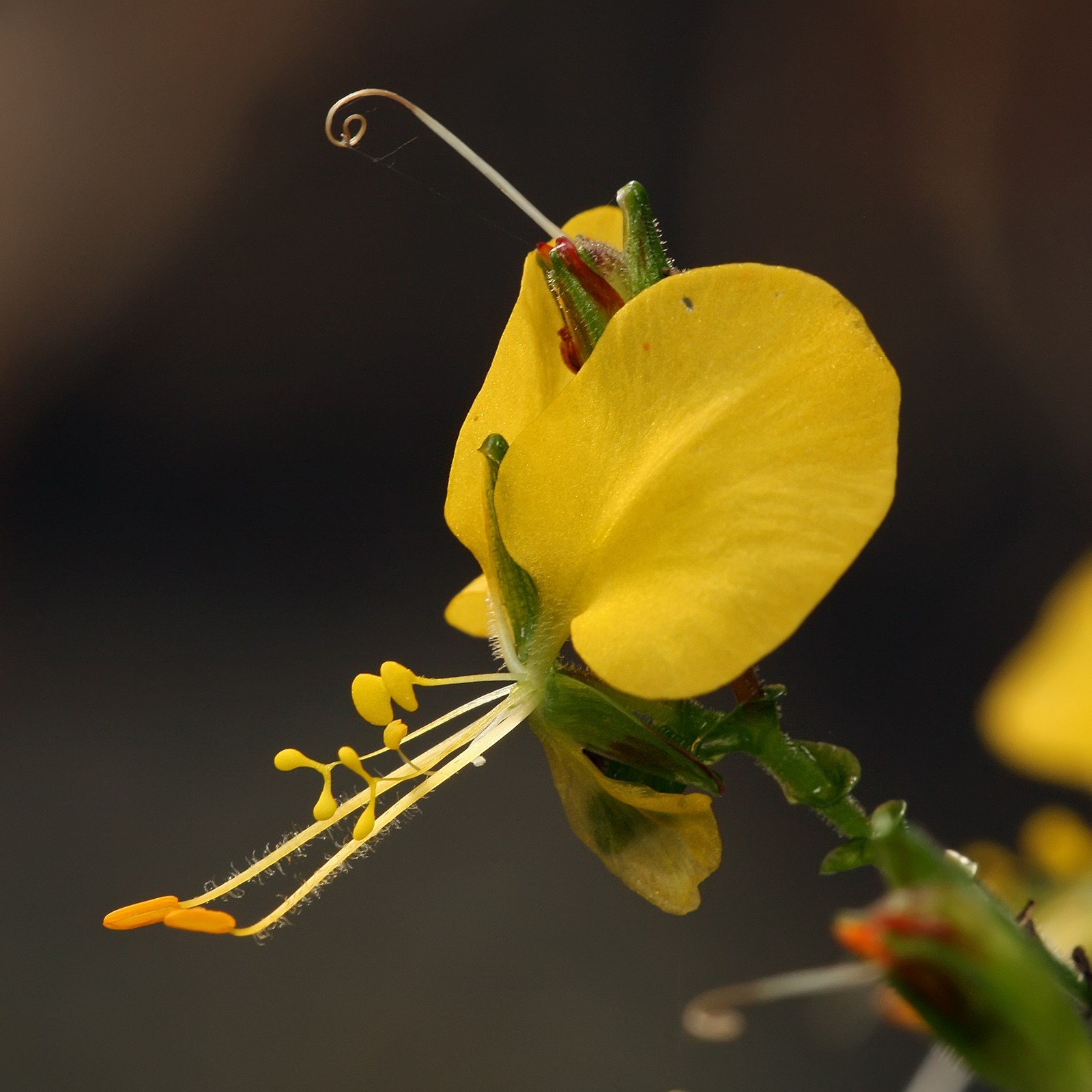
Aneilema aequinoctiale
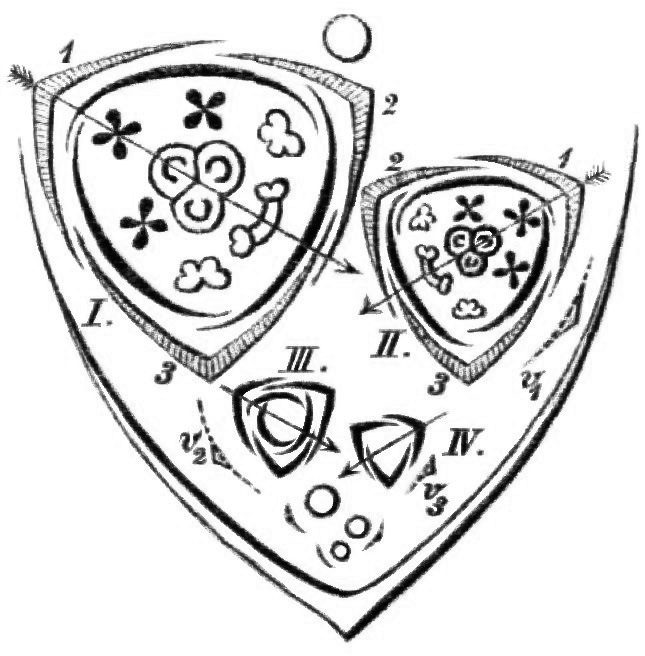
Diagramme floral de Commelina coelestis